# غاري ماكدونالد (لاعب كرة قدم بريطاني)
غاري ماكدونالد (بالإنجليزية: Garry MacDonald)‏ هو لاعب كرة قدم بريطاني في مركز الهجوم، ولد في 26 مارس 1962 في ميدلزبرة في المملكة المتحدة. لعب مع دارلينجتون إف سى وستوكبورت كونتي ونادي ميدلزبره.